# Franz Joseph Dröge
Franz Joseph Johann Heinrich Dröge (* 27. April 1789 in Arnsberg; † 17. Februar 1850 ebenda) war ein deutscher Jurist und Politiker.
Dröge, der katholischer Konfession war, studierte Rechtswissenschaften und wurde Justizkommissar und Hofgerichts-Advokat in Arnsberg. Er wurde zum Justizrat ernannt.
Politisch war er Beigeordneter in Arnsberg. 1833 und 1841 gehörte er für den Stand der Städte im Wahlbezirk Herzogtum Westfalen für die Stadt Arnsberg Mitglied im Provinziallandtag der Provinz Westfalen. 1842 bis 1848 gehörte er den Vereinigten ständischen Ausschüssen in Berlin an.